# Stemmer

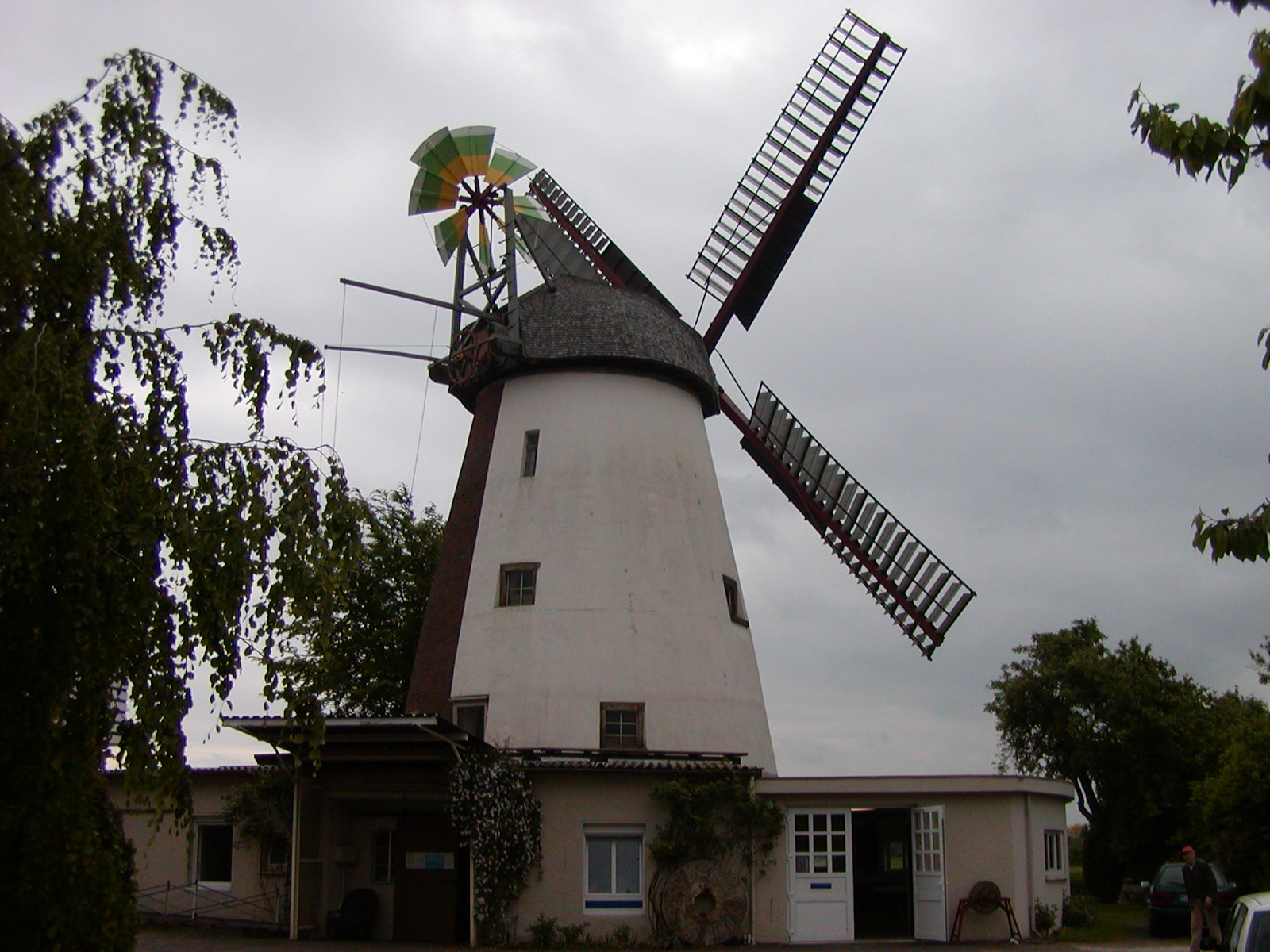
Windmühle Stemmer

Stemmer ist ein zu Minden im Kreis Minden-Lübbecke, Nordrhein-Westfalen gehörender Stadtteil und liegt nördlich der Innenstadt in Richtung Petershagen. Er grenzt im Osten an die Stadtteile Kutenhausen und Todtenhausen, im Süden an den Stadtteil Minderheide. Im Westen grenzt Stemmer an den Ortsteil Holzhausen II der Gemeinde Hille und im Norden an die Stadtteile Friedewalde und Südfelde der Stadt Petershagen. Der Ort ist durch weite landwirtschaftliche Nutzflächen geprägt. Als Mittelpunkt des Ortsteiles kann man den Bereich um die Schule und den Friedhof bezeichnen. Als Wahrzeichen gilt die alte Schnapsbrennerei, in deren Gebäude sich heute ein Geschäft für Reit-, Angel- und Jagdbedarf befindet.

## Geschichte
Stemmer wurde 1239 erstmals urkundlich erwähnt und feierte im September 1989 das 750-jährige Bestehen. Der Ort gehörte bis zu den Napoleonischen Kriegen zur Vogtei Börde im Amt Petershagen des Fürstentums Minden. Von 1807 bis 1810 gehörte der Ort zum Kanton Petershagen des napoleonischen Satellitenstaats Königreich Westphalen. Von 1811 bis 1813 gehörte Stemmer unmittelbar zu Frankreich und dort zur Mairie (Bürgermeisterei) Friedewalde im Arrondissement Minden des Departements der Oberen Ems. Der Ort fiel 1813 wieder an Preußen und kam 1816 zum neuen Kreis Minden. Im Kreis Minden gehörte Stemmer zum Amt Petershagen. Bei der kommunalen Neugliederung am 1. Januar 1973 wurde Stemmer ein Teil der Stadt Minden.

## Sonstiges
Seit 1998 findet alle zwei Jahre am letzten Sonntag im September der Stemmer Kartoffelmarkt statt. Auf der Stemmer Landstraße und den angrenzenden Straßen im Dorfzentrum hat sich ein auch überregional bekannter Markt etabliert. Seit 2003 wird das Fritz-Homann-Bad, ein Freibad, das 1964 gebaut wurde, von dem Förderverein Fritz-Homann-Bad e. V. mit der Unterstützung von vielen ehrenamtlichen Helfern, Sponsoren und Spendern betrieben. Die 1. Damenmannschaft des HSV Minden-Nord bestreiten ihre Drittliga-Heimspiele in der Sporthalle Minden-Nord in Stemmer.